# Diocèse de Nezahualcóyotl
Le diocèse de Nezahualcóyotl (en latin : Dioecesis Netzahualcoytlensis ; en espagnol : Diócesis de Nezahualcóyotl) est un diocèse de l'Église catholique du Mexique, suffragant de l'archidiocèse de Tlalnepantla.

## Territoire

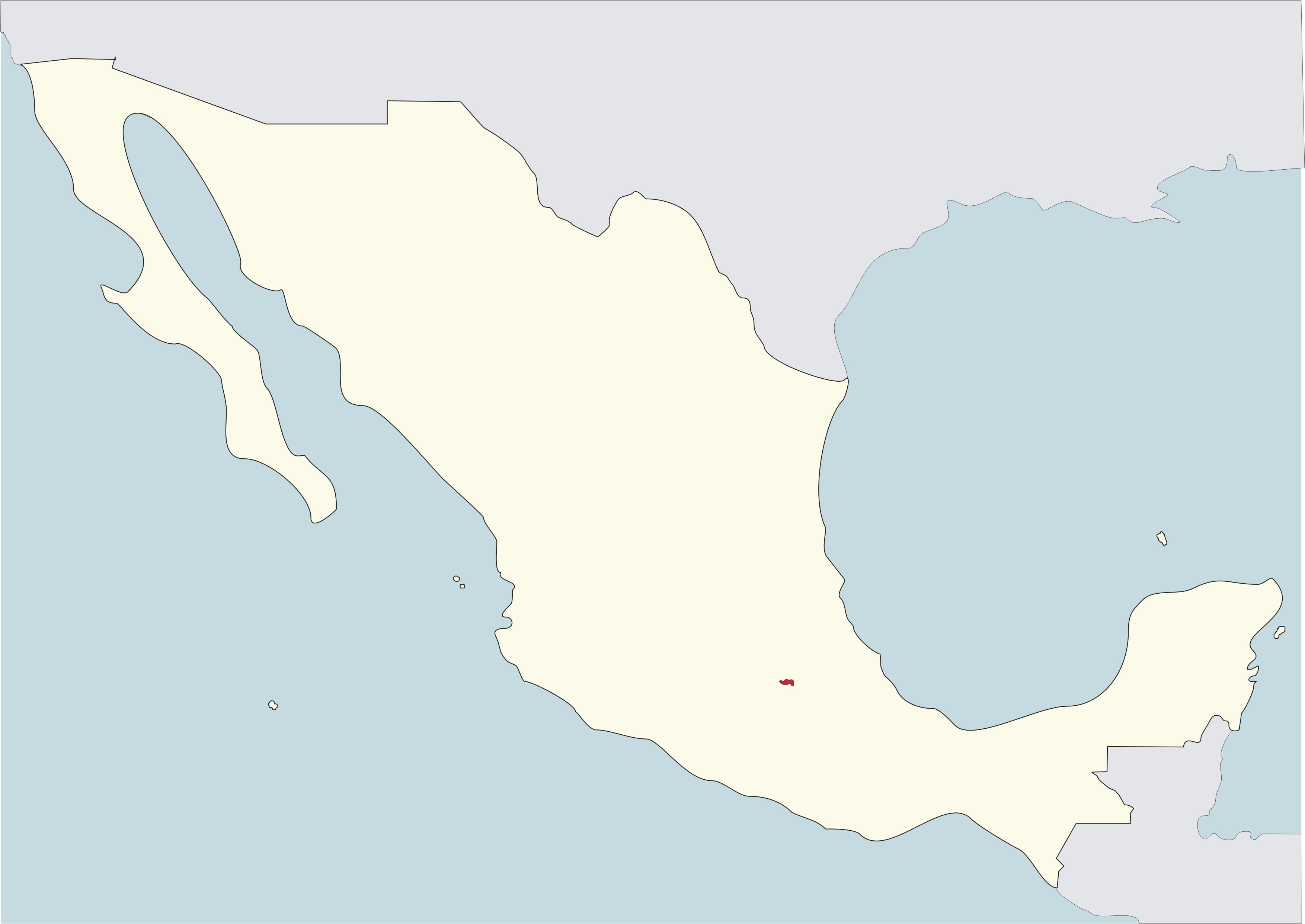
Diocèse de Nezahualcóyotl en rouge sur la carte du Mexique

Il comprend les municipalités d'Ixtapaluca, La Paz et Nezahualcóyotl de l'État de Mexico ce qui correspond à un territoire d'une superficie de 413 km2 divisé en 89 paroisses.
Le siège épiscopal est dans la ville de Nezahualcóyotl où se trouve la cathédrale de la Miséricorde Divine (es).

## Historique
Le diocèse est érigé le 5 février 1979 par la constitution apostolique Plane Nobis du pape Jean-Paul II en prenant une partie du territoire du diocèse de Texcoco.
Nommé suffragant de l'archidiocèse de Mexico lors de sa création, il intègre la province ecclésiastique de l'archidiocèse de Tlalnepantla le 17 juin 1989 par la constitution apostolique Quoniam ut plane du pape Jean-Paul II.
Il cède une portion de son territoire le 8 juillet 2003 pour l'érection du diocèse de Valle de Chalco.

## Évêques
- José Melgoza Osorio (5 février 1979 - 15 mars 1989)
- José María Hernández González (18 novembre 1989 - 8 juillet 2003)
- Carlos Garfias Merlos (8 juillet 2003 - 7 juin 2010), nommé archevêque d'Acapulco
- Héctor Luis Morales Sánchez, depuis le 7 janvier 2011